# Fever Pitch Soccer
Fever Pitch Soccer (в Северной Америке — Head-On Soccer) — видеоигра в жанре футбольный симулятор, разработанная U.S. Gold. Она была выпущена в 1995 году для приставок SuperNES, Mega Drive и Atari Jaguar. Игровой процесс имеет признаки буффонады: игрока склоняют к использованию приёмов «грязной» игры, а специальные способности включают возможность имитировать нарушение правил для того, чтобы получить возможность выполнить свободный удар или пенальти.
Присутствует два режима игрового процесса: турнир и показательные выступления. При выступлении в турнире после успешного завершения каждого матча игроку выдаётся пароль, позволяющий продолжить игру.
В Германии версия Super NES получила название Mario Basler: Jetzt geht’s Los!.

## Доступные команды
| - Алжир - Аргентина - Австралия - Австрия - Бельгия - Боливия - Бразилия - Болгария - Камерун - Канада - Чили - Китайская НР - Колумбия - Коста-Рика - Дания - Эквадор - Египет | - Ирландия - Англия - Франция - Германия - Гана - Нидерланды - Гондурас - Иран - Италия - Кот-д’Ивуар - Япония - Кувейт - Мали - Мексика - Марокко - Нигерия - Норвегия | - Польша - Португалия - Румыния - Россия - Южная Корея - Шотландия - Саудовская Аравия - Испания - Швеция - Швейцария - Тунис - ОАЭ - Уругвай - США - Уэльс - Замбия - Зимбабве |